# Lisa Irenius
Lisa Maria Irenius, född 11 maj 1978 i Bromma församling, Stockholms län, är en svensk journalist och kulturskribent. Sedan 2023 är hon chefredaktör vid Svenska Dagbladet.

## Biografi
Irenius har bott i Frankrike, Italien och Belgien. Hon studerade franska, filosofi och statsvetenskap i Paris och vid Stockholms universitet. Hon läste en masterexamen i europeisk politik vid College of Europe i Brygge.
I Paris arbetade hon för internetbyrån Virgule Bleue och den franska tidskriften Futuribles. Från utlandet verkade hon också som frilansskribent för bland annat Dagens Nyheter, Svenska Dagbladet och tidskriften Axess.
Irenius återvände till Sverige 2005. Hon var redaktör på Axess 2005–2007. Hon fick sedan anställning som redaktör för idé- och kritiksidorna i DN:s kulturbilaga åren 2008–2009. År 2008 blev hon kulturchef på Upsala Nya Tidning, med uppdraget att utforma tidningens nya kultursidor efter en sammanslagning av posterna som kulturchef och kulturnyhetschef. År 2013 fick hon Stora journalistpriset i kategorin Årets förnyare för utvecklingen av kulturjournalistiken på tidningen.
I januari 2015 efterträdde hon Daniel Sandström som kulturchef på Svenska Dagbladet. Hon blev därmed tidningens första kvinnliga kulturchef. Irenius skriver gärna om "idédebatter, litteratur och europeiska samtidsfrågor" och försöker följa kulturlivet i Italien och Frankrike. År 2023 nominerades hon återigen till Stora journalistpriset som Årets förnyare, för satsningen "AI lyssnar på poddar" på SvD Kultur.
År 2023 utsågs hon till ny publisher, det vill säga vd, chefredaktör och ansvarig utgivare, för Svenska Dagbladet. Hon efterträdde Anna Careborg.

## Utmärkelser
För sitt arbete med att förnya UNT:s kulturjournalistik, bland annat genom att publicera e-böcker med litteraturkritikers marginalanteckningar, belönades hon år 2013 med Stora journalistpriset i kategorin ”Årets förnyare”. Förnyelsen av kulturjournalistiken på UNT nominerades 2013 även till European Press Prize.